# 新永顺站
新永顺站是位于湖南湘西土家族苗族自治州永顺县長官鎮的一个铁路车站，邮政编码416709。车站建于1978年，有焦柳铁路经过该站，现仅办理货运业务，不办理客运业务。车站距离月山站1021公里，隶属广铁集团，是四等站。